# Evren Büker
Evren Büker (Bursa, 6 luglio 1985) è un ex cestista turco.

## Palmarès
- Coppa del Presidente: 1

Galatasaray: 2011